# Felice (arcivescovo)
Felice (VII secolo – Ravenna, 724) è stato un arcivescovo italiano, proclamato santo dalla Chiesa cattolica.

## Biografia
Felice apparve nelle fonti storiche nel 709, un anno dopo la morte dell'arcivescovo di Ravenna Damiano. Abate del monastero di San Bartolomeo, in marzo fu designato suo successore dal clero locale, secondo la tradizione. Ricevette l'ordinazione episcopale a Roma da papa Costantino (708-715). Il nuovo arcivescovo di Ravenna si recò a Roma nell'aprile del 709 per ricevervi la consacrazione del pontefice, rifiutandosi tuttavia di sottoscrivere la cautio e la cosiddetta indiculum iuramenti. 
Due anni dopo l'ordinazione, anche Felice fu vittima della feroce repressione compiuta a Ravenna dal patrizio Teodoro per ordine dell'imperatore Giustiniano II. Secondo il Liber Pontificalis, l'arcivescovo ravennate subì «per giudizio divino e per sentenza del principe degli Apostoli Pietro» la punizione per la superbia e l'insubordinazione mostrate in quell'occasione nei confronti del Pontefice. Arrestato e condotto a Costantinopoli assieme con altri notabili della sua città come lui fatti prigionieri, fu accecato e condannato all'esilio a Cherson, in Crimea. 
Nel dicembre dello stesso anno Giustiniano II fu rovesciato da Filippico Bardane. Il nuovo imperatore liberò Felice e gli restituì il tesoro della chiesa ravennate sequestrato da Giustiniano II. Egli fece così ritorno a Ravenna. Il 3 giugno 713 si ebbe a Costantinopoli un nuovo colpo di Stato, che travolse Filippico Bardane e portò sul trono imperiale Anastasio II. Il nuovo basileus fece una professione di fede in linea con la Sede Apostolica sconfessando l'operato del predecessore. Felice si dovette adeguare al mutamento d'indirizzo: si recò per la seconda volta a Roma, dove fece atto formale di sottomissione a Gregorio II (715-731), successore di papa Costantino.
A Ravenna dispose la revisione dell'ufficio liturgico, che risaliva ai tempi del primo arcivescovo, Massimiano (546-556). Fece anche eseguire lavori di ristrutturazione e ampliamento dell'episcopio.
Felice morì a Ravenna nel 724. Fu sepolto nella basilica di Sant'Apollinare in Classe, dove si conserva tuttora il sarcofago che ne contenne le spoglie.
La data della sua ordinazione episcopale è tuttora incerta (708 o 709). C'è invece accordo da parte degli studiosi sul fatto che Felice regnò sulla Chiesa ravennate 12 anni dopo il ritorno dall'esilio.

## Opere
Felice fu autore di diverse opere apologetiche e dottrinali, che peraltro poco prima di morire decise di distruggere. Si salvò, per la disobbedienza di un chierico, una trattazione sul Giorno del Giudizio (che peraltro non è giunta fino a noi). Agnello riferisce che ai suoi tempi era sopravvissuta un'omelia su un passo del Vangelo secondo Matteo.
Invece decise di far conservare la raccolta delle omelie di san Pier Crisologo, il vescovo di Ravenna al tempo di Galla Placidia. Egli stesso le aveva revisionate prima di essere accecato. L'Introduzione, da lui firmata, si è conservata fino ad oggi.